# Pentela
Pentela, Pantelja, Pantelija, Pantela, Pantelin, Pentalja (mađ. Dunaújváros, nekad Dunapentele, 1951. – 1961. Sztálinváros) je grad u Mađarskoj, u Srednjem Podunavlju, u Biloj županiji.
U Hrvata ovo je naselje ostavilo trag u prezimenima Pentelić i Pentaljić, oba iz Kaćmara.

## Upravna organizacija
Upravno je sjedište pentelske mikroregije u Biloj županiji. Poštanski je broj 2400, a selo Pálhalma koja mu pripada, broj 2407. U gradu djeluje romska, hrvatska, poljska, rusinska i srpska manjinska samouprava.

## Povijest
Pentela je jedan od najmlađih gradova u Mađarskoj. Izgrađen je 50-ih godina 20. stoljeća, za vrijeme industrijalizacije zemlje od strane socijalističkih vlasti. Grad je nazvan Dunapentele.
1951. je godine selo mađarskog službenog imena Dunapentele steklo status grada a pod mađarskim službenim imenom Sztálinváros, koje je 1961. promijenilo u Dunaújváros.

## Stanovništvo

### Popis 2001.
U 2001. godini Pentela je imala 55 309 stanovnika sljedećeg nacionalnog sastava: 
- Mađari (92,5%)
- Romi u Mađarskoj (0,6%)
- Nijemci (0,6%)
- ostali (6,3%)

Po vjerskim skupinama to je izgledalo ovako: 
- katolici (38,9%)
- kalvinisti (8,3%)
- luterani (2%)
- ateisti (37,8%)
- ostali (0,2%)
- neizjašnjeni (12,8%)

### Popis 2008.
Prema procjenama ima stanovnika iz 2008. godine, Pantela je imala 49 183 stanovnika, što u odnosu na prethodni popis stanovništva 2001. pokazuje pad broja od 11,1%.

## Gradovi prijatelji
- Elbasan, Albanija
- Linz, Austrija
- Silistra, Bugarska
- Villejuif, Francuska
- Terni, Italija
- Giurgiu, Rumunjska
- Srijemska Mitrovica, Srbija
- İnegöl, Turska
- Alčevsk, Ukrajina